# انتخابات مجلس الأمن التابع للأمم المتحدة 2024
جرت انتخابات مجلس الأمن التابع للأمم المتحدة لعام 2024 في 6 يونيو 2024 خلال الدورة الـ78 للجمعية العامة للأمم المتحدة، والتي عُقدت في مقر الأمم المتحدة في مدينة نيويورك. شملت الانتخابات اختيار خمسة مقاعد غير دائمة في مجلس الأمن التابع للأمم المتحدة لولايات مدتها عامان تبدأ في 1 يناير 2025.
وفقًا لنظام التناوب في مجلس الأمن، الذي يضمن توزيع المقاعد العشرة غير الدائمة بين المجموعات الإقليمية المختلفة، خُصصت المقاعد الخمسة المتاحة وفقًا للتقسيم التقليدي للدول الأعضاء في الأمم المتحدة لأغراض التصويت والتمثيل، وذلك على النحو التالي:
- مقعد واحد للمجموعة الأفريقية.
- مقعد واحد لمجموعة آسيا والمحيط الهادئ.
- مقعد واحد لمجموعة أمريكا اللاتينية ومنطقة البحر الكاريبي.
- مقعدان لمجموعة أوروبا الغربية ودول أخرى.

سيخدم الأعضاء الخمسة في مجلس الأمن للفترة 2025-2026.

## المرشحون

### المجموعة الأفريقية
- الصومال
- موريشيوس

### مجموعة آسيا والمحيط الهادئ
- باكستان

### مجموعة أمريكا اللاتينية ومنطقة البحر الكاريبي
- بنما

### مجموعة أوروبا الغربية ودول أخرى
- الدنمارك
- اليونان

## النتائج

### نتائج المجموعة الإفريقية وآسيا والمحيط الهادئ
| العضو              | الجولة الأولى |
| ------------------ | ------------- |
| باكستان            | 182           |
| الصومال            | 179           |
| الأصوات الصحيحة    | 190           |
| الامتناعات         | 5             |
| الحاضرون والمصوتون | 185           |
| الأغلبية المطلوبة  | 124           |

### نتائج مجموعة أمريكا اللاتينية والكاريبي
| العضو              | الجولة الأولى |
| ------------------ | ------------- |
| بنما               | 183           |
| الأرجنتين          | 1             |
| الأصوات الصحيحة    | 190           |
| الامتناعات         | 6             |
| الحاضرون والمصوتون | 184           |
| الأغلبية المطلوبة  | 123           |

### نتائج مجموعة أوروبا الغربية ودول أخرى
| العضو              | الجولة الأولى |
| ------------------ | ------------- |
| الدنمارك           | 184           |
| اليونان            | 182           |
| إيطاليا            | 1             |
| النرويج            | 1             |
| الأصوات الصحيحة    | 190           |
| الامتناعات         | 2             |
| الحاضرون والمصوتون | 188           |
| الأغلبية المطلوبة  | 126           |